# 比利牛斯山脈 (月球)
比利牛斯山脉(拉丁名:"Montes Pyrenaeus")是位于月球正面的一列山脉，它的北端起始于已被填塞的谷登堡陨石坑西南边缘，并按子午线方向沿酒海东侧边缘向南伸展。长度达164公里，高出周边地区约3公里，其最高峰位于麦哲伦陨石坑西侧4.2公里处(12°25′S 41°35′E / 12.42°S 41.59°E)。
该山脉的东侧坐落着伴有一座较大卫星坑的哥伦布环形山以及谷登堡陨石坑和郭克兰纽陨石坑，更远处则是丰富海；山脉西侧则有戈迪贝尔陨石坑和波伦伯格陨石坑。山脉所处区域的月面坐标为南纬11.9°-17.32°、东经40.68°-41.11°，中间横贯着一条狭窄的月谷。
依据以陆地名称来命名月球山脉的惯例，19世纪德国天文学家约翰·海因里希·冯·马德勒以位于法国、西班牙和安道尔三国之间的比利牛斯山脉的拉丁名命名了它。

## 另请参阅
- 月球山脉列表